# Рамонов Сослан Людвікович
Сослан Людвікович Рамонов (рос. Сослан Людвикович Рамонов; нар. 1 січня 1991, Владикавказ, Північна Осетія) — російський борець вільного стилю, бронзовий призер та чемпіон світу, срібний призер Кубку світу, чемпіон Олімпійських ігор. Заслужений майстер спорту Росії з вільної боротьби.

## Біографія

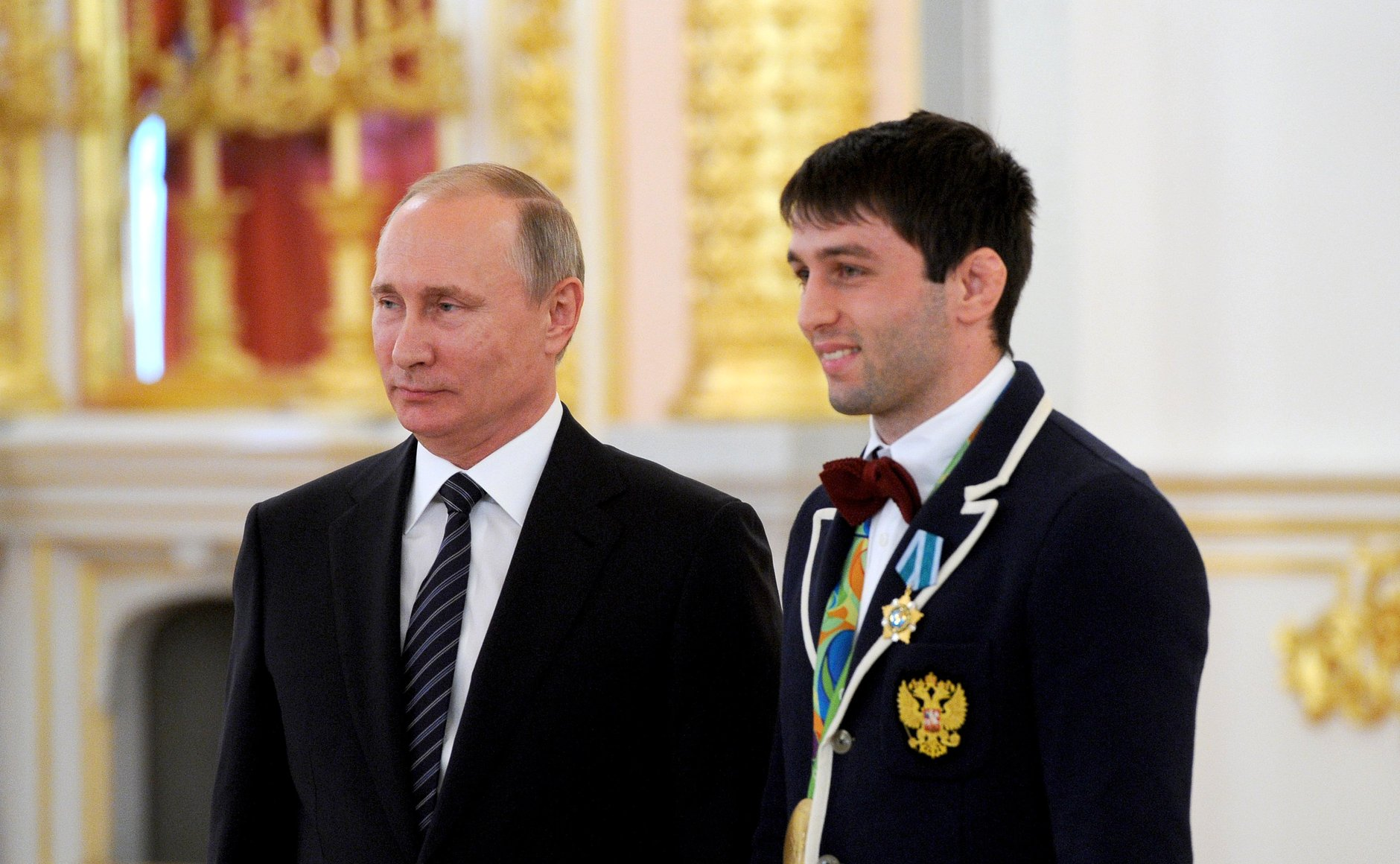
Сослан Рамонов у Кремлі під час нагородження орденом Дружби (2016 р.)

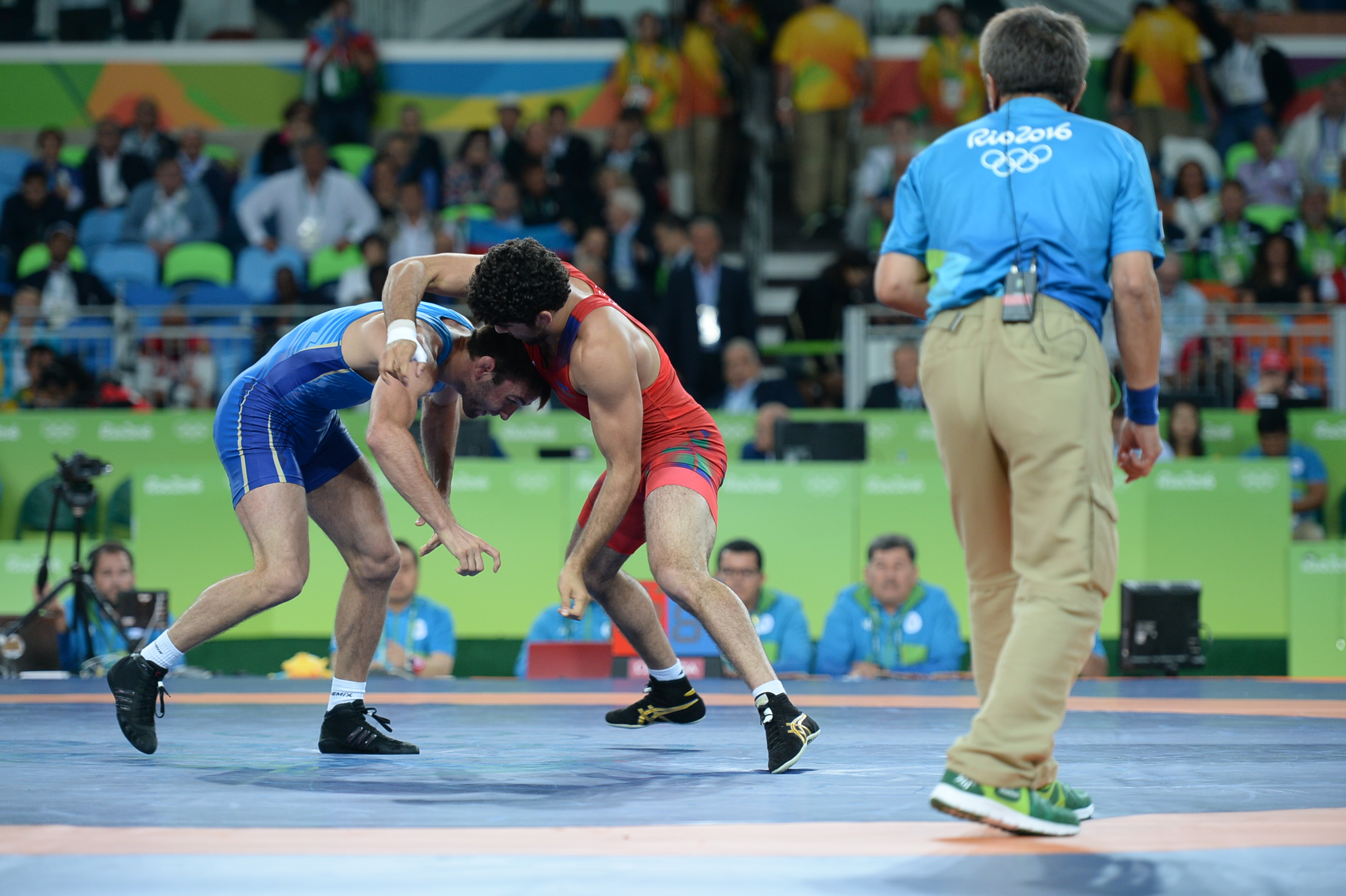
Сослан Рамонов у чемпіонському поєдинку проти Тогрула Асгарова на літніх Олімпійських іграх 2016 в Ріо-де-Жанейро

Був чемпіоном Європи серед кадетів 2007 та 2008 років.
Чемпіон Росії 2014 та 2016 років, срібний призер чемпіонату Росії 2013 та 2015 років, бронзовий призер чемпіонату Росії 2012 року. Перемогу на чемпіонаті Росії 2016 року, яка дала йому право виступити за російську збірну, присвятив іншому осетинському борцю, чотириразовому чемпіону світу, дворазовому призеру Олімпійських ігор Бесіку Кудухову, який загинув в автокатастрофі 29 грудня 2013 року у віці 27 років.

## Державні нагороди
- Орден Дружби Південної Осетії
- орден «Во славу Осетії» Північної Осетії[4]
- Орден Дружби (2016)[5].
- Медаль «За воїнську доблесть» II ступеня (2016)[6].

## Спортивні результати на міжнародних змаганнях

### Виступи на Олімпіадах
| Змагання                                   | Збірна | Вагова категорія          | Місце  |
| ------------------------------------------ | ------ | ------------------------- | ------ |
| Боротьба на літніх Олімпійських іграх 2016 | Росія  | вільна боротьба, до 65 кг | Золото |

### Виступи на Чемпіонатах світу
| Змагання                        | Збірна | Вагова категорія          | Місце  |
| ------------------------------- | ------ | ------------------------- | ------ |
| Чемпіонат світу з боротьби 2014 | Росія  | вільна боротьба, до 65 кг | Золото |
| Чемпіонат світу з боротьби 2015 | Росія  | вільна боротьба, до 65 кг | Бронза |

### Виступи на Кубках світу
| Змагання                    | Збірна | Вагова категорія          | Місце  |
| --------------------------- | ------ | ------------------------- | ------ |
| Кубок світу з боротьби 2013 | Росія  | вільна боротьба, до 66 кг | 9      |
| Кубок світу з боротьби 2014 | Росія  | вільна боротьба, до 65 кг | Срібло |

### Виступи на інших змаганнях
| Змагання                                                  | Збірна | Вагова категорія                 | Місце  |
| --------------------------------------------------------- | ------ | -------------------------------- | ------ |
| Відкритий міжнародний турнір «Sunkist Kids» 2009          | Росія  | команда                          | 7      |
| Турнір Олександра Медведя 2011                            | Росія  | вільна боротьба, до 66 кг        | 5      |
| Меморіал Вацлава Циолковського 2011                       | Росія  | вільна боротьба, до 66 кг        | Золото |
| Вогні Москви 2011                                         | Росія  | вільна боротьба, до 66 кг        | Золото |
| Золотий Гран-прі з боротьби 2012 (Красноярськ)            | Росія  | вільна боротьба, до 66 кг        | Бронза |
| Меморіал Іона Корнеану 2012                               | Росія  | вільна боротьба, до 66 кг        | Бронза |
| Гран-прі Німеччини з боротьби 2012                        | Росія  | вільна боротьба, до 66 кг        | 6      |
| Кубок Рамзана Кадирова 2012                               | Росія  | вільна боротьба, до 66 кг        | Срібло |
| Вогні Москви 2012                                         | Росія  | вільна боротьба, до 66 кг        | Золото |
| Гран-прі «Іван Яригін» 2013                               | Росія  | вільна боротьба, до 66 кг        | Бронза |
| Rumble on the Rails 2013                                  | Росія  | Multiple Style Event, до LL66 кг | Срібло |
| Об'єднаний турнір з 4 видів боротьби 2013                 | Росія  | Multiple Style Event, до LL66 кг | Бронза |
| Кубок Азовмаша 2013                                       | Росія  | вільна боротьба, до 66 кг        | Срібло |
| Міжнародний турнір Олімпія 2013                           | Росія  | вільна боротьба, до 66 кг        | Золото |
| Вогні Москви 2013                                         | Росія  | вільна боротьба, до 66 кг        | Золото |
| Гран-прі «Іван Яригін» 2014                               | Росія  | вільна боротьба, до 65 кг        | Бронза |
| Чемпіонат Росії з вільної боротьби 2014                   | Росія  | вільна боротьба, до 65 кг        | Золото |
| Меморіал Вацлава Циолковського 2014                       | Росія  | вільна боротьба, до 70 кг        | Золото |
| Турнір Олександра Медведя 2015                            | Росія  | вільна боротьба, до 70 кг        | 7      |
| Турнір Яшара Догу 2015                                    | Росія  | вільна боротьба, до 65 кг        | 5      |
| Чемпіонат Росії з вільної боротьби 2015                   | Росія  | вільна боротьба, до 65 кг        | Срібло |
| Меморіал Вацлава Циолковського 2015                       | Росія  | вільна боротьба, до 65 кг        | Бронза |
| Всесвітні ігри військовослужбовців 2015                   | Росія  | вільна боротьба, до 70 кг        | Золото |
| Золотий Гран-прі з боротьби 2015                          | Росія  | вільна боротьба, до 65 кг        | Бронза |
| Турнір Олександра Медведя 2016                            | Росія  | вільна боротьба, до 65 кг        | Золото |
| Чемпіонат Росії з вільної боротьби 2016                   | Росія  | вільна боротьба, до 65 кг        | Золото |
| Чемпіонат світу з боротьби серед військовослужбовців 2017 | Росія  | вільна боротьба, до 70 кг        | Золото |
| Pro Wrestling League 2018                                 | Росія  | команда                          | 5      |
| Чемпіонат світу з боротьби серед військовослужбовців 2018 | Росія  | вільна боротьба, до 70 кг        | Золото |
| Турнір Г. Картозія і В. Балавадзе 2018                    | Росія  | вільна боротьба, до 70 кг        | Срібло |
| Турнір Дмитра Коркіна 2018                                | Росія  | вільна боротьба, до 70 кг        | Бронза |
| Турнір Володимира Семенова 2019                           | Росія  | вільна боротьба, до 70 кг        | Бронза |
| Турнір Аланії з боротьби 2019                             | Росія  | вільна боротьба, до 65 кг        | Золото |
| Гран-прі «Іван Яригін» 2020                               | Росія  | вільна боротьба, до 65 кг        | Срібло |
| Чемпіонат Росії з вільної боротьби 2020                   | Росія  | вільна боротьба, до 65 кг        | 7      |

### Виступи на змаганнях молодших вікових груп
| Змагання                                       | Збірна | Вагова категорія          | Місце  |
| ---------------------------------------------- | ------ | ------------------------- | ------ |
| Чемпіонат Європи з боротьби серед кадетів 2007 | Росія  | вільна боротьба, до 54 кг | Золото |
| Чемпіонат Європи з боротьби серед кадетів 2008 | Росія  | вільна боротьба, до 58 кг | Золото |